# Mungwa (vattendrag)
Mungwa är ett vattendrag i Burundi. Det ligger i den östra delen av landet, 170 km öster om huvudstaden Bujumbura.
I omgivningarna runt Mungwa växer huvudsakligen savannskog. Runt Mungwa är det ganska tätbefolkat, med 93 invånare per kvadratkilometer.